# 奧克 (內布拉斯加州)
奧克（英語：Oak）是位於美國內布拉斯加州納科爾斯縣的村。

## 人口
根據2020年美國人口普查的數據，奧克的面積為0.39平方千米，皆為陸地。當地共有人口54人，而人口密度為每平方千米138人。